# Tipula cinereocincta
Tipula cinereocincta är en tvåvingeart som beskrevs av Carl August Lundström 1907. Tipula cinereocincta ingår i släktet Tipula och familjen storharkrankar. Enligt den finländska rödlistan är arten otillräckligt studerad i Finland. Arten är reproducerande i Sverige. Artens livsmiljö är lundskogar.

## Underarter
Arten delas in i följande underarter:
- T. c. cinereocincta
- T. c. mesacantha